# Kłamca, kłamca
Kłamca, kłamca (ang. Liar Liar) – amerykański film komediowy z 1997 roku.
Film był kręcony w miejscach takich, jak: Los Angeles, Pasadena, Universal City.
Film ten został zadedykowany Jasonowi Bernardowi, który w filmie zagrał swoją ostatnią rolę, gdyż zmarł niedługo po zakończeniu zdjęć.
Serwis Rotten Tomatoes przyznał filmowi wynik 82%.

## Fabuła
Fletcher Reede (Jim Carrey) jest prawnikiem, który by pomóc swojemu klientowi zrobi wszystko – nagnie prawo, znajdzie świadków itd. Jednakże jest on mistrzem kłamania, co odczuwają na swojej skórze rodzina Fletchera - była żona Audrey (Maura Tierney) i syn Max (Justin Cooper). Przez to jest rozwiedziony. Gdy Fletcher nie przybywa na kolejne urodziny syna argumentując swoją nieobecność oczywiście kłamstwem, Max w czasie dmuchania świeczek na urodzinowym torcie życzy sobie, żeby jego ojciec przez jeden, cały dzień nie kłamał. Życzenie się spełnia, a to stawia Fletchera w nietypowej sytuacji.

## Obsada
- Jim Carrey – Fletcher Reede
- Maura Tierney – Audrey Reede, była żona Fletchera
- Justin Cooper – Max Reede, syn Fletchera i Audrey
- Cary Elwes – Jerry, były narzeczony Audrey
- Anne Haney – Greta, sekretarka Fletchera
- Jennifer Tilly – Samantha Cole, klientka Fletchera
- Amanda Donohoe – Miranda, pracowała w kancelarii z Fletcherem
- Jason Bernard – Sędzia Marshall Stevens, sędziował w sprawie Samanthy
- Swoosie Kurtz – Dana Appleton, adwokat byłego męża Samanthy

## Nagrody i nominacje
Złote Globy 1997
- Najlepszy aktor w komedii/musicalu – Jim Carrey (nominacja)